# Storsnickarbi
Storsnickarbi (Xylocopa valga) är en biart som beskrevs av Carl Eduard Adolph Gerstäcker 1872. Den ingår i släktet snickarbin och familjen långtungebin. Inga underarter finns listade.

## Beskrivning
Ett påtagligt stort, svart och svarthårigt bi med mörkvioletta, metalliskt skimrande vingar. Kroppsformen påminner om en humla, men behåringen är betydligt glesare och lyser igenom åtminstone på ryggsidan. Tungan är kort och kraftig. Kroppslängden är mellan 22 och 28 mm.

## Ekologi
Arten föredrar varma, torra habitat och kan förekomma nära bebyggelse i parker och trädgårdar. Flygperioden är lång, från slutet av mars till mitten av september. Biet är generalist och samlar pollen från många olika familjer; de vanligaste är ärtväxter och kransblommiga växter. Det är också en viktig pollinatör av tidigblommande fruktträd, som bland annat plommon, körsbär, persika, mandel och päron (alla inom familjen rosväxter).

### Fortplantning
Honan gräver ut larvbon i form av en gång med larvceller i tämligen mjukt, dött, gärna murket trä. Ingången är rund, och gången går rakt in i träet för att sedan vika av och följa fiberriktningen. Finns det plats kan boet ha mer än en, parallell gång. Avkomman, både honorna och hanarna, kläcks på sensommaren och äter upp sig på nektar innan de återvänder till sina bon för att övervintra. Parningen sker under tidig vår efter de har kommit fram från övervintringen.

## Utbredning
Storsnickarbiet förekommer i Medelhavsområdet med nordgräns från södra Frankrike över södra Polen till Kaukasus, och sydgränsen från Marocko till Iran. I Skandinavien har den påträffats ett fåtal gånger i Danmark och en gång (2017) i Sverige i Helsingborg, troligtvis införd med virke.